# 朱长春 (璧山)
朱长春（？—？），四川璧山县（今重庆市璧山区）人，明朝政治人物。
朱长春于明朝末年接替梅首春担任福建福宁州柘洋巡检司巡检，是为明朝最后一任柘洋巡检，明朝灭亡后，清政府不再向当地派驻巡检，康熙三十九年（1700年）裁撤巡检司，直至乾隆四年（1739年）复置。